# Minthostachys
Minthostachys è un genere di piante appartenenti alla famiglia delle Lamiaceae. Le specie appartenenti a tale genere sono endemiche delle medie altitudini andine dell'America del Sud, dal Venezuela all'Argentina centrale.

## Etimologia
Il nome del genere deriva dai termini greci minthe (menta) e stachys (punta). Le specie di questo genere assomigliano a quelle del genere Mentha per l'aspetto dei fiori e la presenza di oli essenziali, anche se i due generi non sono tra loro correlati.
Le piante di tali specie sono comunemente chiamate poléo in Ecuador, muña in Perù e peperina in Argentina.

## Usi
Le specie di Minthostachys sono note alla popolazione locale per il loro contenuto di oli essenziali, per lo più pulegone e mentone, ma anche limonene, carvone, carvacrolo, timolo e sostanze simili. Sono usati in cucina come condimento, in medicina contro i problemi agli apparati respiratorio e digestivo e tradizionalmente nel Perù meridionale per proteggere le patate raccolte e stivate dai parassiti. In Argentina e Perù gli oli essenziali sono estratti su vasta scala per scopi commerciali e, almeno localmente, ciò ha portato negli ultimi anni ad uno sfruttamento eccessivo delle risorse. Alcuni ricercatori argentini stanno studiando il modo per proteggere le specie di Minthostachys o di aumentarne la resa nella coltivazione per soddisfare la crescente domanda.

## Tassonomia
Descritto inizialmente come sezione del genere Bystropogon da George Bentham nel 1832, Minthostachys fu elevato a genere da Édouard Spach nel 1840.
Le 17 specie censite del genere sono:
- Minthostachys acris
- Minthostachys acutifolia
- Minthostachys andina
- Minthostachys diffusa
- Minthostachys dimorpha
- Minthostachys elongata
- Minthostachys fusca
- Minthostachys glabrescens
- Minthostachys latifolia
- Minthostachys mollis
- Minthostachys ovata
- Minthostachys rubra
- Minthostachys salicifolia
- Minthostachys septentrionalis
- Minthostachys setosa
- Minthostachys spicata
- Minthostachys verticillata